# Ufens elimaeae
Ufens elimaeae är en stekelart som beskrevs av Timberlake 1927. Ufens elimaeae ingår i släktet Ufens och familjen hårstrimsteklar. Inga underarter finns listade i Catalogue of Life.